# Tamocu Asakura
Tamocu Asakura (japonsko 朝倉 保), japonski nogometaš.
Za japonsko nogometno reprezentanco je odigral dve uradni tekmi.